# Мелихов, Александр Васильевич
Александр Васильевич Мелихов (29.10.1942 — 10.07.2021) — московский художник, книжный график, автор иллюстраций к различным произведениям мировой классической литературы.

## Биография
Родился в 1942 году в Бухаре, куда семья была выслана из-под Оренбурга. Окончив школу в 1959 году, работал на заводе слесарем-дизелистом. Через год поступил на вечернее отделение Ашхабадского художественно-педагогического института. В 1962 году с третьего курса призван в армию. Три года служил на Кавказе на границе с Турцией в г. Алхакалаки. В 1966 году поступил в Московское высшее художественно-промышленное (Строгановское) училище и в 1972 году окончил его.
По распределению попал в закрытое военное учреждение, работал начальником бюро эстетики, выставлялся на вернисаже Союза художников.
В 1970-х получил первый крупный заказ от издательства «Изобразительное искусство» на иллюстрации — подбор открыток к книге о Ходже Насреддине. Следующим был заказ на иллюстрации к «Сказкам 1001 ночи». Параллельно художник работал над древнерусским циклом к «Хождению за три моря» Афанасия Никитина.
Книги, оформленные Мелиховым, выходили как в России, так и за её пределами. В Чехии выпущены иллюстрированные им «Сказки Андерсена», в Китае «Древнеиндийские мифы» и «Ашик-Кериб» Лермонтова. В 1997 году в Париже вышли «Сказки 1001 ночи», подготовленные издательством «Художественная литература» (серия «Шедевры мировой классики»).
В серии «Шедевры мировой литературы» в 2000 году в Международном центре Рерихов при содействии академика Л.В. Шапошниковой выпущен древнеиндийский эпос «Махабхарата» — уникальное издание в поэтическом переложении С.Л. Северцева, предназначенное для Всемирного съезда индологов как подарочный экземпляр специалистам.
В 2006 году в издательстве «Вече» вышел «Иллюстрированный толковый словарь для детей и школьников» В. И. Даля, на оформление которого ушло пять лет.
К 200-летнему юбилею Бородинской битвы увидел свет двухтомник «Война и мир», выпущенный издательством «Художественная литература». Над иллюстрациями к нему автор работал на протяжении семи лет.
В разное время сотрудничал со многими крупными московскими издательствами. Его работы экспонировались в Югославии, Болгарии, Польше, Германии, Великобритании.
Суммарный тираж изданий с иллюстрациями А. В. Мелихова превышает два миллиона экземпляров.

## Издания с иллюстрациями Мелихова А. В.
- «Возьми меня с собой, отец» М.: Детская литература 1975
- «Бабушка сказка» М.: Детская литература 1975
- «Ходжа Насреддин» Набор открыток. М.: Изобразительное искусство. 1976
- «Приключения Турткоза» М.: Детская литература 1977
- «Тысяча и одна ночь» Набор открыток. Ч. 1. М.: Изобразительное искусство. 1979
- «Хождение за три моря» Набор открыток. М.: Изобразительное искусство. 1980.
- «Спокойной ночи» М.: Малыш. 1980
- «Кукушка» М.: Малыш. 1984
- «Тысяча и одна ночь» Набор открыток. Ч. 2. М.: Изобразительное искусство. 1987.
- «Ашик-Кериб» Лермонтов М.Ю. М.: Малыш. 1991
- «SLAVIK» Андерсен Г. Х. Братислава. JUNIOR 1996
- «Тысяча и одна ночь» М.: Художественная литература 1997
- «BASNIE» Андерсен Г. Х. Братислава. JUNIOR 1997
- «Соловей» Андерсен Г. Х. М.: Детская литература. 1998
- «Махабхарата» Пер. Северцев Л. М.: Международный центр Рерихов. 2000
- «Сказки» Андерсен Г. Х. М.: Международный центр Рерихов. 2000
- «Тысяча и одна ночь» М.: Олма-Прес. 2002
- «Дао Дэ Цзин» М.: КСП+. 2003
- «Звезды детства» Гамзатов Р. М.: Эхо Кавказа. 2003
- «Песни любви. Видьяпати» Калининград. Янтарный сказ. 2004
- «Хождение за три моря» Никитин А. Калининград. Янтарный сказ. 2004
- «Махабхарата» Пекин. JUNIOR 2006
- «Ашик-Кериб» Лермонтов М. Ю. Пекин. JUNIOR 2006
- «И-Цзин влюбленных» М.: КСП+. 2006
- «Омар Хаям. Рубаи» М.: Вече. 2006
- «Иллюстрированный толковый словарь» Даль В. И. М.: Вече. 2006
- «Ходжа Насреддин» М.: Вече. 2007
- «Сказки» Андерсен Г. Х. М.: Голден — би. 2008
- «Тысяча и одна ночь» М.: Вече. 2009
- «Война и Мир» Толстой Л. Н. М.: Художественная литература. 2011
- «Занимательные истории из жизни русских государей и замечательных людей» М.: Издательский центр Василия Великого. 2013
- «Мы пьем из чаши бытия» Лермонтов М. Ю. М.: Художественная литература. 2014
- «Иллюстрированный толковый словарь для детей и школьников» Даль В. И. М.: Вече. 2018
- «Махабхарата. Три великих сказания Древней Индии» Темкин Э.Н. М: ЭКСМО 2023
- «Занимательные истории из жизни русских государей и замечательных людей» М.: Издательский центр Василия Великого. 2024
- «Махабхарата. Три великих сказания Древней Индии» Темкин Э.Н. М: ЭКСМО 2024

## Персональные выставки
- В сентябре 2015 г. в рамках литературной конференции «Вселенная Льва Толстого» в г. Моффат (Шотландия) прошла выставка «Толстой в творчестве современных российских художников: „Война и мир“ Александра Мелихова. Графика»
- В декабре 2015 г. — феврале 2016 г. в Библиотеке иностранной литературы (Москва) состоялась персональная выставка художника «Мировая литература в иллюстрациях Александра Мелихова. Традиции книжной миниатюры.»
- В феврале — марте 2017 г. в Тульском филиале музея «Ясная Поляна», экспонировался цикл акварельных работ к роману Л. Н. Толстого «Война и мир».
- В октябре — ноябре 2019 г. в Морском выставочном центре Музея Мирового океана в Светлогорске прошла выставка «Хождение за три моря. Путешествие Афанасия Никитина».